# اتحادیه بورولیا
اتحادیه بورولیا (به لاتین: Bhurulia Union) یک منطقهٔ مسکونی در بنگلادش است که در Shyamnagar Upazila واقع شده‌است.